# SilverCrest
SilverCrest е марка електронни уреди на компанията Targa GmbH. Голяма част от уредите се произвеждат в Китай. Сред продуктите носещи тази марка са DVD плеъри, компютърни аксесоари, уреди за бита и други.